# John Reif
John H. Reif (nacido en 1951) es un académico estadounidense y profesor de informática en la Universidad de Duke, que ha realizado contribuciones a un gran número de campos en las ciencias de la computación: desde algoritmos y teoría de la complejidad computacional hasta robótica y teoría de juegos.

## Semblanza
John Reif recibió su licenciatura (magna cum laude) de la Universidad de Tufts en 1973, una maestría por la Universidad de Harvard en 1975 y un doctorado también por Harvard en 1977.
De 1983 a 1986 fue Profesor Asociado de la Universidad de Harvard, y desde 1986 es Profesor de Ciencias de la Computación en Universidad de Duke. Actualmente ostenta el título de Profesor Distinguido Hollis Edens, del Trinity College of Arts and Sciences, de la Universidad de Duke. De 2011 a 2014 fue Profesor Adjunto Distinguido en la Facultad de Informática y Tecnología de la Información (FCIT) de la Universidad Rey Abdulaziz (KAU), en Jeddah, Arabia Saudita.
Es presidente de Eagle Eye Research, Inc., una compañía especializada en aplicaciones de defensa de la biotecnología del ADN. También ha contribuido a reunir a varias comunidades de investigación independientes que trabajan en diferentes áreas de las nanociencias, organizando (como presidente general) conferencias anuales sobre "Fundamentos de la nanociencia: arquitecturas y dispositivos autoensamblados" (FNANO) durante los últimos 15 años.
Ha sido miembro de las siguientes organizaciones: la Asociación Estadounidense para el Avance de la Ciencia, el Institute of Electrical and Electronics Engineers, la ACM y el Instituto de Combinatoria.
Es hijo de Arnold E. Reif.

## Trabajo de investigación
John Reif ha realizado contribuciones a un gran número de campos dentro de las ciencias de la computación: desde algoritmos y teoría de la complejidad computacional, hasta robótica y teoría de juegos. Desarrolló algoritmos probabilistas y algoritmos paralelos eficientes para una amplia variedad de problemas de grafos geométricos, numéricos, algebraicos y lógicos. Su Google Scholar H-index es 68.
En el área de la robótica, proporcionó las primeras pruebas rigurosas para la planificación de movimiento, así como algoritmos eficientes para una amplia variedad de problemas de planificación de movimiento.
También ha liderado proyectos de investigación aplicada: lenguajes de programación paralelos (Proteus System para programación paralela), arquitecturas paralelas (Blitzen, una máquina paralela masiva), compresión de datos (hardware de compresión masiva paralelo sin pérdidas) y computadoras ópticas (enrutamiento holográfico de espacio libre). Sus artículos sobre estos temas algorítmicos se pueden descargar aquí.

### Investigación en nanociencia
Más recientemente, ha centrado su investigación en nanotecnología y en particular en la nanotecnología de ADN, computación basada en ADN y nanorrobótica basada en DNA. En los últimos doce años, su grupo en Duke ha diseñado y demostrado experimentalmente en el laboratorio varias nanoestructuras de ADN autoensambladas y redes de ADN novedosas, incluidas las primeras demostraciones experimentales de computación y patrones a escala molecular utilizando ensamblaje de ADN. Su grupo también demostró experimentalmente varios dispositivos robóticos moleculares compuestos de ADN, incluido uno de los primeros caminantes de ADN unidireccionales autónomos que caminó sobre una pista de ADN. También ha realizado un trabajo significativo en el control de errores en el autoensamblaje y el análisis estocástico del autoensamblaje.

## Publicaciones
Es autor de más de 200 publicaciones. Una selección:
- 2003. Hao Yan, Thomas H. LaBean, Liping Feng y John H. Reif, Ensamblaje de nucleación dirigida de entramados de ADN con patrón de código de barras, Procedimientos de la Academia Nacional de Ciencias, Volumen 100, No. 14, pp. 8103–8108 (8 de julio de 2003).
- 2004. Peng Yin, Hao Yan, Xiaoju G. Daniel, Andrew J. Turberfield, John H. Reif, /resumen Un andador de ADN unidireccional moviéndose autónomamente en una pista lineal, Angewandte Chemie, volumen 43, número 37, pp. 4906–4911 (20 de septiembre de 2004).
- 2007. John H. Reif y Thomas H. LaBean, =11223344&CFTOKEN=44332211 Dispositivos biomoleculares programables autónomos que utilizan nanoestructuras de ADN autoensambladas, Communications of the ACM, Volumen 50, Número 9, págs. 46–53 (septiembre de 2007).
- 2008. Peng Yin, Rizal F. Hariadi, Sudheer Sahu, Harry M.T.Choi, Sung Ha Park, Thomas H. LaBean, John H. Reif, /5890/824 Programación de las circunferencias de los tubos de ADN, Science, vol. 321. núm. 5890, pp. 824826, (8 de agosto de 2008).

## Libros
- Parallel Algorithm Derivation and Program Transformation, (con Robert Paige y Ralph Wachter), Kluwer Academic Publishers, Boston, MA 1993.
- Handbook of Randomized Computing, (con Sanguthevar Rajasekaran, Panos M. Pardalos y José Rolim), Springer, Nueva York, NY, 2001.
- Síntesis de Algoritmos Paralelos, Morgan Kaufmann Publishers, San Francisco, CA, 1993.
- DNA-based Self-assembly and Nanorobotics, (con S. Sahu), VDM Verlag, Saarbrücken, Alemania, 2008.